# Cestrum uhdei
Cestrum uhdei är en potatisväxtart som beskrevs av Carl Lebrecht Udo Dammer och Francey. Cestrum uhdei ingår i släktet Cestrum och familjen potatisväxter. Inga underarter finns listade i Catalogue of Life.